# Fliege (Sternbild)
Die Fliege (lateinisch Musca) ist ein Sternbild des Südhimmels.

## Beschreibung

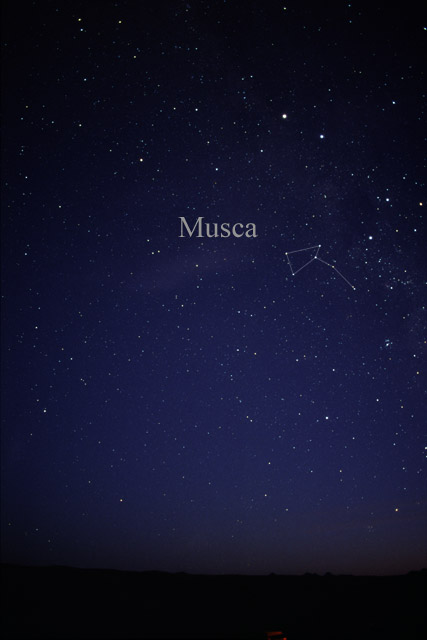
Das Sternbild Fliege, wie es mit dem bloßen Auge gesehen werden kann

Die Fliege ist ein kleines, aber gut erkennbares Sternbild direkt südlich des Kreuzes des Südens. Sie enthält einen auffälligen Stern 2. Größe und ein kompaktes Trapez aus nur wenig schwächeren Sternen.
Durch das Sternbild zieht sich das Band der Milchstraße. Auffällig ist eine ausgedehnte Dunkelwolke, der Kohlensack, dessen südlicher Teil in die Fliege hineinragt. Im Prismenfernglas bietet die Himmelsregion um die Fliege einen prächtigen Anblick.

## Geschichte
Die Fliege gehört zu den zwölf neuen Sternbildern, die Ende des 16. Jahrhunderts von den niederländischen Seefahrern Pieter Dirkszoon Keyser und Frederick de Houtman eingeführt wurden. Johann Bayer übernahm sie als Biene (Apis) in seinen 1603 erschienenen Himmelsatlas Uranometria. 
1752 benannte sie Nicolas Louis de Lacaille in La Mouche um (Planisphère des Étoiles Australes, datiert 1752, veröffentlicht 1756), latinisiert Musca auf dem Coelum Australe Stelliferum (postum 1763 veröffentlicht). Später heißt sie auch Musca Australis in Abgrenzung zur Musca Borealis im Widder nach Johannes Hevelius (die auf Plancius’ Biene zurückgeht). 
Nach Johann Elert Bodes Atlanten 1782 hört die Verwendung der nördlichen Fliege aber auf, und heute heißt sie daher wieder kurz und bündig Musca.
Auf alten Sternkarten schnellt die Zunge des benachbarten Chamäleons in Richtung Fliege.

## Himmelsobjekte

### Sterne
| B   | Namen o. andere Bezeichnungen | Größe (mag) | Lj       | Spektralklasse |
| --- | ----------------------------- | ----------- | -------- | -------------- |
| α   |                               | 2,69        | 306      | B2 IV-V        |
| β   |                               | 3,04        | 311      | B2 V           |
| δ   |                               | 3,61        | 91       | K2 III         |
| λ   |                               | 3,63        | 128      | A7 III         |
| γ   |                               | 3,84        | 324      | B5 V           |
| ε   |                               | 4,0 bis 4,3 | 302      | M5 III         |
| μ   |                               | 4,75        | 432      | K4 III         |
| η   |                               | 4,79        | 406      | B8 V           |
| 400 | HR 5002                       | 4,86        |          | K2 Ib-II       |
| 400 | HR 4549                       | 4,89        | 338      | B4 V           |
| 400 | HR 4538                       | 4,98        |          | G5 Ib          |
|     | GT                            | 5,01        |          | G2 III + A     |
| ι   |                               | 5,04        | 225      | K0 III         |
| 400 | HR 4401                       | 5,09        | 475      | B5             |
| ζ2  |                               | 5,15        |          |                |
| 400 | HR 4617                       | 5,17        | 438      | K2 II          |
| 400 | HR 4604                       | 5,34        | 339      | A0 V           |
| θ   |                               | 5,44        | WC6 + O9 |                |

α Muscae ist ein blauer Überriese in etwa 320 Lichtjahren Entfernung mit der 5.000-fachen Leuchtkraft unserer Sonne. In einem Abstand von 2600 AU befindet sich ein lichtschwacher Begleitstern, der ihn in 45.000 Jahren umkreist.
Delta Muscae ist ein 91 Lichtjahre entfernter Stern der Spektralklasse K2 III.
Bei Theta Muscae handelt es sich um den zweithellsten bekannten Wolf-Rayet-Stern.

### Doppelsterne
| System | Größen (mag) | Abstand |
| ------ | ------------ | ------- |
| β      | 3,7 / 4,0    | 1,3"    |

Beta Muscae ist ein Doppelsternsystem in 311 Lichtjahren Entfernung. Die beiden Komponenten gehören den Spektralklassen B2 und B3 an. Um das System in Einzelsterne aufzulösen, benötigt man ein mittleres Teleskop.

### Veränderliche Sterne
| Objekt | Größe (mag) | Periode     | Typ                           |
| ------ | ----------- | ----------- | ----------------------------- |
| α      | 2,69        | 2,2 Stunden | Beta-Cephei-Stern             |
| ε      | 4,0 bis 4,3 | 40 Tage     | Halbregelmäßig Veränderlicher |

Der Hauptstern des Systems, Alpha Muscae pulsiert leicht, wobei sich seine Helligkeit über einen Zeitraum von 2,2 Stunden um etwa 1 % verändert. Er gehört zu den veränderlichen Sternen vom Typ der Beta-Cephei-Sterne.
Epsilon Muscae ist ein 302 Lichtjahre entfernter halbregelmäßig veränderlicher Stern, dessen Helligkeit über einen Zeitraum von etwa 40 Tagen schwankt. Es handelt sich um einen roten Riesen der Spektralklasse M5 III.

### Neblige Objekte
| NGC  | sonstige | Größe (mag) | Typ                  | Name       |
| ---- | -------- | ----------- | -------------------- | ---------- |
|      |          |             | Dunkelwolke          | Kohlensack |
| 4372 |          | 7,8         | Kugelsternhaufen     |            |
| 4463 |          | 7,2         | Offener Sternhaufen  |            |
| 4815 |          | 8,6         | Offener Sternhaufen  |            |
| 4833 |          | 7,4         | Kugelsternhaufen     |            |
| 5189 |          | 9,7         | Planetarischer Nebel |            |

Der Kohlensack ist eine ausgedehnte Dunkelwolke in 600 Lichtjahren Entfernung.
NGC 4833 ist ein Kugelsternhaufen in 18.000 Lichtjahren Entfernung. In einem mittleren Teleskop kann der Randbereich in Einzelsterne aufgelöst werden.
Der Planetarische Nebel NGC 5189 ist die abgestoßene Gashülle eines Sterns in einer Entfernung von 2600 Lichtjahren. Der Nebel besitzt eine ungewöhnliche längliche Form, die bereits in einem kleinen Teleskop erkennbar ist.
IC 4191 ist ein planetarischer Nebel, der im Jahr 1907 von der Astronomin Williamina Fleming entdeckt wurde